# Robert Recorde
Robert Recorde, född cirka 1510 i Tenby, död i juni 1558 i London, var en walesisk fysiker och matematiker.

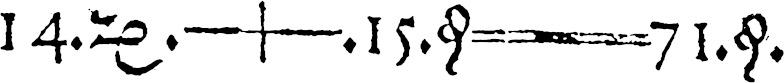
En ekvation ur Recordes skrift The Whetstone of Witte. Observera likhetstecknet.

Recorde var läkare, matematiker och fysiker och skrev flera böcker. Hans sista verk, The Whetstone of Witte (1557), var en avancerad avhandling om aritmetik samt en introduktion till algebra. Det var i det verket han introducerade likhetstecknet (=).